# Tyketto
Tyketto é uma banda de Nova York formada em 1987, considerada pelos amantes do hard rock como uma das mais injustiçadas do gênero.

## História
Surgiram em 1987, quando o grunge prevaleceu sobre outros estilos musicais, que dependiam das rádios norte-americanas. O vocal Danny Vaughn se junta com o guitarrista Brooke St. James, o baixista Jimi Kennedy e o baterista Michael Clayton Arbeeny. A banda então lança o debut Don´t Come Easy, em 1991.
Apesar do talento de cada um dos músicos, o ponto alto desta banda era a voz de Danny. Músicas como Forever Young e Standing Alone são cultuadas até os dias de hoje. Agora com Jamie Scott no baixo, no segundo disco Strength In Numbers, de 1994, o hard rock perdia terreno nas rádios, e para piorar, Danny sai em 1995 para ficar mais tempo com a esposa, que estava doente.
Steve Augeri, indicado pelo próprio Vaughn, o substitui. A banda lança Shine em 1995 e Take Out & Served Up Live em 1996. Augery sai para substituir Steve Perry no Journey, decretando o fim da banda. Os integrantes originais da primeira formação se reuniram em 2004, e fizeram shows por toda a Europa, onde é possível encontrar na internet o bootleg do show realizado em Madri.
Danny Vaughn segue carreira solo, onde retrata um estilo um pouco mais pesado que no Tyketto.
Em 2007 é lançado o álbum The Last Sunset: Farewell 2007 com algumas demos, raridades e alguns bootlegs, o que era para ser o álbum de despedida, mas com a boa resposta dos fãs, o Tyketto ficou novamente com a atenção voltada para si e excursionaram pela Europa e América do Sul entre 2007/2008, onde foram aclamados pelos fãs brasileiros no Hard in Rio II, em 2008. Empolgados com a resposta do público, a banda decidiu continuar na estrada, mas infelizmente no final de 2008 é anunciada a saída de Brooke St. James, devido a incompatibilidade de tempo e projetos particulares. Em seu lugar entrou o guitarrista PJ Zitarosa, que tocou com Danny nos álbuns Soldiers and Sailors On Riverside e Fearless. Após o Firefest, é anunciado também a inclusão de um tecladista no Tyketto, seu nome é Bobby Lynch.
O Tyketto excursionará pela Europa e América do Norte em Janeiro/Fevereiro - 2009, na turnê chamada Around The World in Eighteen Days Tour. 

## Formação
Danny Vaughn - vocal (Don't Come Easy - Strength In Numbers - Take Out & Served Up Live - The Last Sunset: Farewell 2007)

Brooke St. James - guitarra, vocal de apoio (Don't Come Easy - Strength In Numbers - Shine - Take Out & Served Up Live - The Last Sunset: Farewell 2007)

Jimi Kennedy - baixo, vocal de apoio (Don't Come Easy - The Last Sunset: Farewell 2007)

Michael Clayton Arbeeny - bateria, vocal de apoio (Don't Come Easy - Strength In Numbers - Shine - Take Out & Served Up Live - The Last Sunset: Farewell 2007)

Steve Augeri - vocal (Shine - Take Out & Served Up Live)

Jaimie Scott - baixo, vocal de apoio (Strength In Numbers - Shine - Take Out & Served Up Live) 

PJ Zitarosa - guitarra 

Bobby Lynch - teclado

## Discografia

### Don't Come Easy (1991)
01 - Forever Young

02 - Wings

03 - Burning Down Inside

04 - Seasons

05 - Standing Alone

06 - Lay Your Body Down

07 - Walk On Fire

08 - Nothing But Love

09 - Strip Me Down

10 - Sail Away

### Strength In Numbers (1994)
01 - Strength In Numbers

02 - Rescue Me

03 - The End Of The Summer Days

04 - Ain't That Love

05 - Catch My Fall

06 - The Last Sunset

07 - All Over Me

08 - Write Your Name In The Sky

09 - Meet Me In The Night

10 - Why Do You Cry?

11 - Inherit The Wind

12 - Standing Alone (remix)

### Shine (1995)
01 - Jamie

02 - Raw Thigh

03 - Radio Mary

04 - Get Me There

05 - High

06 - The Ballad Of Ruby

07 - Let It Go

08 - Long Cold Winter

09 - I Won't Cry

10 - Shine

### Take Out & Served Up Live (1996)
01 - Forever Young (Demo)

02 - Drag The River (Demo)

03 - Tearin Up The Night (Demo)

04 - Standing Alone (Demo)

05 - Wait Forever (B-Side)

06 - Burning Down Inside (Live)

07 - Lay Your Body Down (Live)

08 - Let It Go (Live In London 96)

09 - Seasons (Live In London 96)

10 - Nothing But Love (Live In London 96)

11 - Shine (Live In London 96)

12 - The End Of The Summer Days (Live In London 96)

13 - Get Me There (Live In London 96)

14 - High (Live In London 96)

15 - Jamie (Live In London 96)

### The Last Sunset: Farewell (2007)
01 - Can't Fight 

02 - Big Wheels 

03 - Till The Summer Comes 

04 - Calling On You 

05 - Is Anybody Watching Me? 

06 - Walk Away 

07 - Bourbon Street (Lay Your Body Down) 

08 - Burning Down Inside 

09 - Everytime 

10 - Shadowland 

11 - Go For Your Guns 

12 - The Last Sunset (Live From Spain, 2004)

### Dig In Deep (2012)
01 - Faithless 

02 - Love To Love 

03 - Here's Hoping It Hurts 

04 - Battle Lines 

05 - The Fight Left In Me 

06 - Evaporate 

07 - Monday 

08 - Dig In Deep 

09 - Sound Off 

10 - Let This One Slide 

11 - This Is How We Say Goodbye 